# روابط مصر و بین‌النهرین

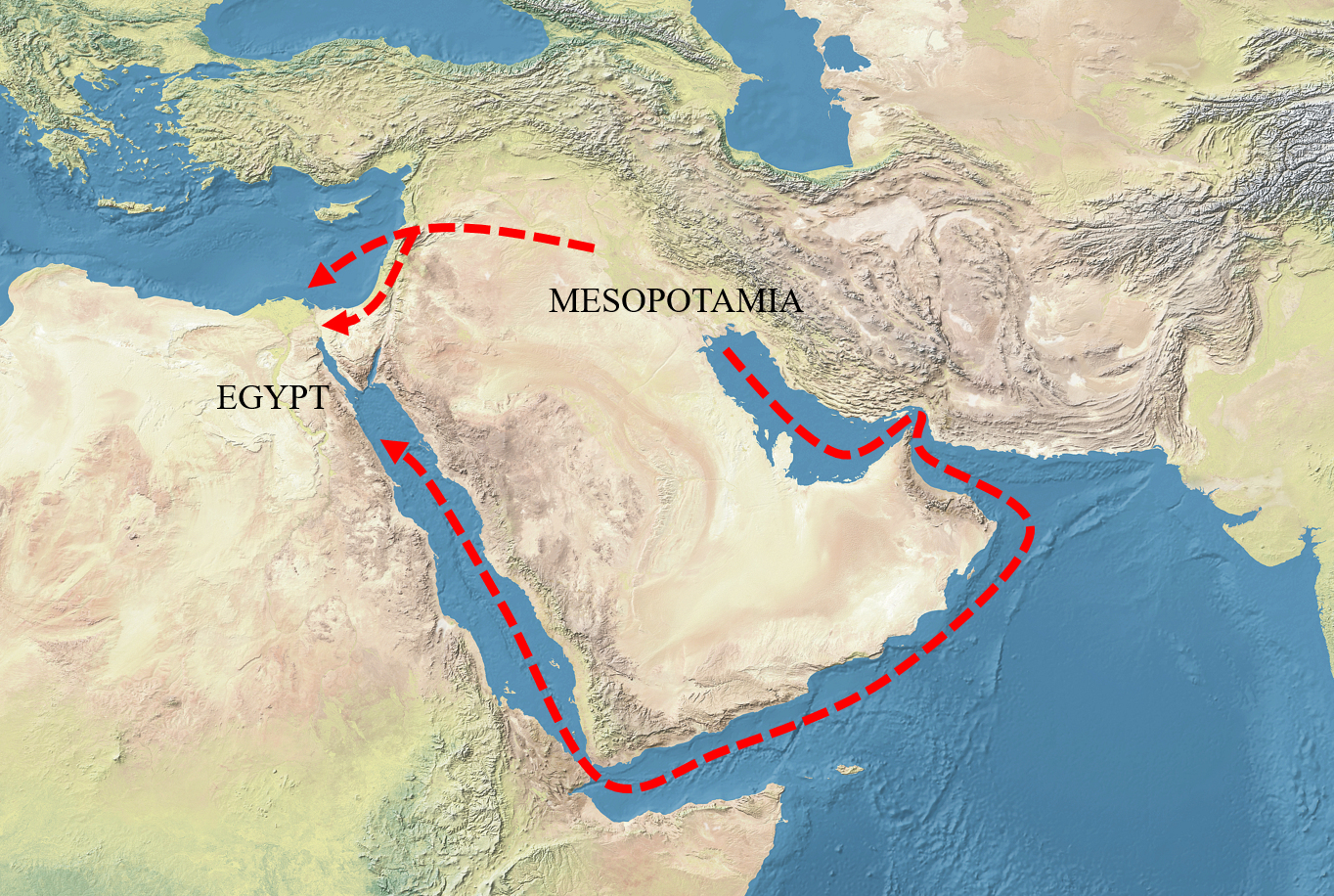
‏مسیرهای تجاری احتمالی بین النهرین و مصر از هزاره چهارم قبل از میلاد.‏

روابط مصر و بین‌النهرین به ارتباطات بین تمدن‌های مصر باستان و  در خاورمیانه اشاره دارد. به نظر می‌رسد این روابط از هزاره چهارم پیش از میلاد، با دوره اوروک در بین‌النهرین (حدود ۴۰۰۰ تا ۳۱۰۰ پیش از میلاد) و فرهنگ گِرزی در مصر پیش از تاریخ (حدود ۳۵۰۰ تا ۳۲۰۰ پیش از میلاد) آغاز شده و عمدتاً شامل تأثیرات یک‌طرفه از بین‌النهرین به مصر بوده است.
پیش از تأثیر خاص بین‌النهرین، تأثیر طولانی‌مدت غرب آسیا بر مصر، شمال آفریقا و حتی بخش‌هایی از شاخ آفریقا و ساحل به شکل انقلاب نوسنگی وجود داشته است. این انقلاب از حدود ۹۰۰۰ پیش از میلاد، شیوه‌ها و فناوری‌های پیشرفته کشاورزی، جریان ژن، حیوانات و محصولات خاص و احتمالاً زبان نیا-آفروآسیایی را به منطقه گسترش داد.
تأثیرات بین‌النهرین را می‌توان در هنرهای تجسمی مصر، معماری، فناوری، سلاح، محصولات وارداتی، تصاویر مذهبی، کشاورزی و دامداری، ورودی ژنتیکی و همچنین انتقال احتمالی خط از بین‌النهرین به مصر مشاهده کرد. این تأثیرات، شباهت‌های عمیقی را در مراحل اولیه هر دو فرهنگ ایجاد کرده است.

## تأثیرات بین‌النهرین بر تجارت و هنر مصر (۳۵۰۰ تا ۳۲۰۰ پیش از میلاد)
در دوره پیش از دودمان‌های پادشاهی مصر، به ویژه در دوره‌های نقاده II (۳۶۰۰ تا ۳۳۵۰ پیش از میلاد) و نقاده III (۳۳۵۰ تا ۲۹۵۰ پیش از میلاد) که معاصر با دوره‌های اوروک پسین (۳۶۰۰ تا ۳۱۰۰ پیش از میلاد) و جمدت نصر (۳۱۰۰ تا ۲۹۰۰ پیش از میلاد) در بین‌النهرین بودند، تجارت گسترده‌ای بین مصر باستان و خاور نزدیک وجود داشت.

## اشیاء و طرح‌های بین‌النهرینی در مصر
در این دوره، اشیاء و آثار هنری بیگانه وارد مصر شدند که نشان‌دهنده ارتباط با مناطق مختلف غرب آسیا بود. طرح‌های زیادی از بین‌النهرین توسط هنرمندان مصری تقلید شد، مانند:
- «پادشاه-کاهن» اوروک با لباس و کلاه لبه‌دار در حالت «ارباب حیوانات»
- مار-پلنگ‌ها
- گریفین‌های بالدار
- مارهایی که به دور گل رز پیچیده‌اند
- قایق‌هایی با دماغه بلند

همه این طرح‌ها از ویژگی‌های هنر بین‌النهرین در دوره اوروک پسین (اوروک IV، حدود ۳۳۵۰ تا ۳۲۰۰ پیش از میلاد) بودند.
اشیائی مانند دسته چاقوی جبل العرق با کنده‌کاری‌های مشخصاً بین‌النهرینی در مصر پیدا شده‌اند. همچنین نقره‌ای که در این دوره در مصر ظاهر می‌شود، فقط می‌توانسته از آسیای کوچک به دست آمده باشد.

## سفالگری به سبک بین‌النهرین در مصر (۳۵۰۰ پیش از میلاد)
ظروف سفالی منقاردار با لعاب قرمز که قدمت آنها به حدود ۳۵۰۰ پیش از میلاد (نقاده II C/D) می‌رسد و احتمالاً برای ریختن آب، آبجو یا شراب استفاده می‌شده‌اند، نشان می‌دهد که مصر در آن زمان با بین‌النهرین در ارتباط و تحت تأثیر آن بوده است.
این نوع سفال در مصر و با خاک رس مصری ساخته می‌شد، اما شکل آن، به ویژه منقار، قطعاً ریشه بین‌النهرینی دارد. این ظروف در مصر پیش از سلسله‌ها جدید و کمیاب بودند، اما در شهرهای بین‌النهرینی نیپور و اوروک قرن‌ها به‌طور معمول ساخته می‌شدند. این نشان می‌دهد که مصری‌ها با انواع سفال‌های بین‌النهرینی آشنا بودند.
کشف این ظروف در ابتدا به توسعه «نظریه نژاد سلسله‌ای» دامن زد که طبق آن بین‌النهرینی‌ها اولین سلسله فرعونی را تأسیس کردند. اما اکنون بسیاری از محققان آن را تنها نشان‌دهنده تأثیر فرهنگی و وام‌گیری در حدود ۳۵۰۰ پیش از میلاد می‌دانند، اگرچه جریان ژن از بین‌النهرین و غرب آسیا به مصر وجود داشته است.
کوزه‌های منقاردار با طرح بین‌النهرینی در دوره نقاده II در مصر ظاهر می‌شوند.
کوزه‌ها و ظروف مختلف اوروک در مصر در زمینه‌های نقاده پیدا شده‌اند که تأیید می‌کند کالاهای تمام‌شده بین‌النهرینی به مصر وارد می‌شدند، اگرچه محتویات گذشته این کوزه‌ها هنوز مشخص نشده است.
تجزیه و تحلیل علمی کوزه‌های شراب باستان در ابیدوس نشان داده است که در این دوره تجارت شراب با حجم بالا با سرزمین شام و بین‌النهرین وجود داشته است.

### به‌کارگیری سرگرزهای بین‌النهرینی و مهرهای استوانه‌ای در مصر
سرگرزها:
مصریان در اوایل دوره نقاده (حدود ۴۰۰۰ تا ۳۴۰۰ پیش از میلاد) از سرگرزهای سنتی به شکل دیسک استفاده می‌کردند. اما در پایان این دوره، سرگرز دیسکی جای خود را به سرگرز گلابی‌شکل بین‌النهرینی داد که از نظر نظامی برتری داشت. این تغییر را می‌توان در لوحه نارمر مشاهده کرد.
سرگرز بین‌النهرینی بسیار سنگین‌تر و دارای سطح ضربه وسیع‌تری بود و می‌توانست ضربات مخرب‌تری نسبت به سرگرز دیسکی مصری وارد کند.

### مهرهای استوانه‌ای
به‌طور کلی تصور می‌شود که مهرهای استوانه‌ای در دوره نقاده II از بین‌النهرین به مصر معرفی شدند.
مهرهای استوانه‌ای، برخی از بین‌النهرین و همچنین ایلام در ایران باستان، و برخی به‌طور محلی در مصر ساخته شده و از طرح‌های قبلی بین‌النهرین و ایلام به شیوه‌ای سبک‌دار تقلید کرده‌اند، در آرامگاه‌های مصر علیا مربوط به نقاده II و III، به ویژه در هیراکنپولیس کشف شده‌اند.
مهرهای استوانه‌ای بین‌النهرین در زمینه گرزی نقاده II، در نقاده و هیو پیدا شده‌اند که گواهی بر گسترش فرهنگ جمدت نصر بین‌النهرین تا مصر در پایان هزاره چهارم پیش از میلاد است.
در مصر، مهرهای استوانه‌ای به‌طور ناگهانی و بدون هیچ پیشینه‌ای محلی از حدود نقاده II c-d (۳۵۰۰ تا ۳۳۰۰ پیش از میلاد) ظاهر می‌شوند. طرح‌های آنها شبیه و به وضوح الهام گرفته از طرح‌های بین‌النهرین است، جایی که در اوایل هزاره چهارم پیش از میلاد، در دوره اوروک، به عنوان یک گام تکاملی از روش‌های حسابداری مختلف و مهرها که به اوایل هزاره هفتم پیش از میلاد در بین‌النهرین بازمی‌گردد، اختراع شدند.
اولین مهرهای استوانه‌ای مصری به وضوح شبیه به مهرهای قبلی و معاصر اوروک تا نقاده II-d (حدود ۳۳۰۰ پیش از میلاد) هستند و حتی ممکن است توسط هنرمندان بین‌النهرینی ساخته شده و سپس به مصری‌ها فروخته شده باشند، اما از حدود ۳۳۰۰ پیش از میلاد شروع به تفاوت می‌کنند تا بیشتر به شخصیت مصری نزدیک شوند.
مهرهای استوانه‌ای در مصر تا دوره میانی دوم ساخته می‌شدند، اما اساساً از زمان پادشاهی میانه با سوسک‌های مقدس جایگزین شدند.

## اشیاء و طرح‌های دیگر بین‌النهرینی در مصر

### لاجورد
لاجورد به مقدار زیاد توسط مصر وارد می‌شد و در بسیاری از آرامگاه‌های دوره نقاده II استفاده می‌شد. لاجورد احتمالاً از منطقه‌ای که امروزه افغانستان است منشأ می‌گیرد، زیرا هیچ منبع دیگری شناخته شده نیست، و باید از طریق فلات ایران به بین‌النهرین به عنوان بخشی از شبکه تجاری مستقر بین‌النهرین با جنوب و آسیای مرکزی منتقل می‌شد و از آنجا توسط بین‌النهرینی‌ها به مصر فروخته می‌شد.

### اشیاء و طرح‌های دیگر
علاوه بر این، اشیاء مصری ساخته شدند که به وضوح از اشکال بین‌النهرین تقلید می‌کردند، اگرچه نه به‌طور کامل. مهرهای استوانه‌ای در مصر ظاهر می‌شوند، و همچنین معماری با پانل‌های فرورفته. نقش برجسته‌های مصری روی تخته‌رنگ‌های آرایشی به وضوح به همان سبک فرهنگ اوروک بین‌النهرین ساخته شده‌اند، و سرگرزهای تشریفاتی که از اواخر گرزی و اوایل سیمانیان ظاهر می‌شوند به سبک «گلابی‌شکل» بین‌النهرین ساخته شده‌اند، به جای سبک بومی مصری. اولین موجودات ترکیبی انسان/حیوان در مصر به‌طور مستقیم از طرح‌های قبلی بین‌النهرین کپی شده‌اند. همچنین قطعی تلقی می‌شود که مصری‌ها از بین‌النهرین عمل علامت‌گذاری درب کوزه‌ها با مهرهای استوانه‌ای حکاکی شده برای اهداف اطلاعاتی را اتخاذ کردند.

## پرستشگاه‌ها و هرم‌ها
معماری مصری نیز تحت تأثیر قرار گرفت، زیرا عناصر مختلفی از پرستشگاه و معماری مدنی بین‌النهرین را اتخاذ کرد.
به ویژه طاقچه‌های فرورفته، که از ویژگی‌های معماری معابد بین‌النهرین است، برای طراحی درهای کاذب در آرامگاه‌های دودمان اول و دودمان دوم، از زمان دوره نقاده III (حدود ۳۰۰۰ پیش از میلاد) اتخاذ شدند. مشخص نیست که آیا انتقال این طرح نتیجه سازندگان و معماران بین‌النهرینی در مصر بوده است، یا اینکه طرح‌های معابد روی مهرهای وارداتی بین‌النهرین ممکن است منبع الهام کافی برای معماران مصری بوده باشد تا خودشان آن را مدیریت کنند.
طرح زیگورات، که در بین‌النهرین در اواخر هزاره پنجم پیش از میلاد ظاهر شد، به وضوح پیشرو و تأثیرگذار بر اهرام مصری بود، به ویژه طرح‌های پله‌ای قدیمی‌ترین اهرام (هرم پله‌ای)، که قدیمی‌ترین آنها (هرم جوزر در سقاره) به حدود ۲۶۰۰ پیش از میلاد بازمی‌گردد. ساختار هرمی اصلی، «زیگورات آنو» بین‌النهرین به حدود ۴۰۰۰ پیش از میلاد بازمی‌گردد، و معبد سفید در حدود ۳۵۰۰ پیش از میلاد بر روی آن ساخته شد.

## دادوستدها
مسیر این تجارت به سختی مشخص است، اما تماس مستقیم مصری‌ها با کنعان در شام معمولاً به قبل از دوره سلسله‌های اولیه بازنمی‌گردد و فرض می‌شود تجارت از طریق بیبلوس صورت می‌گرفته است. آثار هنر حکاکی با مهرهای استوانه‌ای تزئین‌شده در سراسر شام، نقش کلیدی در این تبادلات داشتند.

## بازرگانی از راهدریای سرخو نقش مهاجران بین‌النهرینی
قرارگیری محوطه‌های گرزی در دهانه وادی‌هایی که به دریای سرخ منتهی می‌شوند، احتمال تجارت از این مسیر را تقویت می‌کند. همچنین معماری با لت و لوح‌های فرورفته نشان‌دهنده مهاجرت مستقیم بین‌النهرینی‌ها به مصر است.

## اهمیت پیشرفت‌های محلی مصر
در حالی که شواهدی از وام‌گیری فرهنگ نقاده II از بین‌النهرین وجود دارد، اما بسیاری از دستاوردهای سلسله اول نتیجه توسعه طولانی‌مدت بومی بوده و تغییرات تدریجی در دوره نقاده رخ داده است.

## جریان یک‌طرفه ایده‌ها
اگرچه نمونه‌های زیادی از تأثیر بین‌النهرین در مصر در هزاره چهارم پیش از میلاد وجود دارد، عکس آن صادق نیست، و هیچ اثری از تأثیر مصر در بین‌النهرین در هیچ زمانی وجود ندارد، که به وضوح نشان‌دهنده جریان یک‌طرفه ایده‌ها است.
فقط تعداد بسیار کمی از اشیاء دوره نقاده مصری در خارج از مصر پیدا شده‌اند، و به‌طور کلی در نزدیکی آن، مانند یک پالت آرایشی مصری نقاده III کمیاب به شکل یک ماهی، از پایان هزاره چهارم پیش از میلاد، که در اشکلون یا غزه پیدا شده است.

## تمدن مصر، زاده دره نیل
مصرشناسان اولیه مانند فلندرز پتری طرفدار «نظریه نژاد سلسله‌ای» بودند که فرض می‌کرد اولین روسای و حاکمان مصری خود منشأ بین‌النهرینی داشتند، اما این دیدگاه در بین محققان مدرن کنار گذاشته شده است.
موضع فعلی تحقیقات مدرن این است که تمدن مصری یک توسعه بومی دره نیل بوده و شواهد باستان‌شناسی «به شدت از منشأ آفریقایی» مصریان باستان حمایت می‌کند.

## توسعهخطدر مصر (۳۵۰۰ تا ۳۲۰۰ پیش از میلاد)
به‌طور کلی تصور می‌شود که خط هیروگلیف مصری «حدود یک قرن پس از خط سومری به وجود آمد و احتمالاً تحت تأثیر آن اختراع شد» و «احتمال دارد که ایده کلی بیان کلمات یک زبان به صورت کتبی از سومر بین‌النهرین به مصر آورده شده باشد». در واقع، دو نظام نوشتاری در مراحل اولیه خود کاملاً شبیه هستند و به شدت به اشکال تصویری متکی هستند و سپس یک دستگاه نوشتاری موازی برای بیان صداهای آوایی توسعه می‌دهند.
بازسازی‌های استاندارد از توسعه خط به‌طور کلی توسعه خط پیش‌میخی سومری را قبل از توسعه هیروگلیف‌های مصری قرار می‌دهد، با این پیشنهاد قوی که اولی بر دومی تأثیر گذاشته است.
با این حال، شواهد مستقیم مبنی بر تأثیر خط بین‌النهرین بر شکل مصری وجود ندارد، و «هیچ تعیین قطعی در مورد منشأ هیروگلیف در مصر باستان صورت نگرفته است». برخی از محققان اشاره می‌کنند که «یک استدلال بسیار معتبر نیز می‌تواند برای توسعه مستقل خط در مصر ارائه شود…».
از دهه ۱۹۹۰، کشف حروف روی برچسب‌های گلی در ابیدوس، که به بین ۳۴۰۰ و ۳۲۰۰ پیش از میلاد بازمی‌گردد، ممکن است این تصور کلاسیک را که طبق آن سیستم نماد بین‌النهرین مقدم بر سیستم مصری است به چالش بکشد، اگرچه شاید به‌طور معناداری، خط مصری در آن زمان به‌طور «ناگهانی» و بدون پیشینه یا پیشینیان ظاهر می‌شود، در حالی که برعکس بین‌النهرین از قبل تاریخ تکاملی طولانی از استفاده از نشانه در توکن‌ها که به حدود ۸۰۰۰ پیش از میلاد بازمی‌گردد، و به دنبال آن پیش‌میخی اولیه داشته است. پیتمن پیشنهاد می‌کند که برچسب‌های گلی ابیدوس تقریباً مشابه برچسب‌های گلی معاصر از اوروک، بین‌النهرین هستند.
جمال مختار، محقق مصری، استدلال کرد که فهرست نمادهای هیروگلیف از «جانوران و گیاهان استفاده شده در نشانه‌ها [که] اساساً آفریقایی هستند» و «در مورد نوشتن، ما دیده‌ایم که منشأ کاملاً نیلی، از این رو آفریقایی نه تنها مستثنی نیست، بلکه احتمالاً منعکس‌کننده واقعیت است» اگرچه او اذعان کرد که موقعیت جغرافیایی مصر آن را به مکانی برای تأثیرات بسیاری تبدیل کرده است. به گفته فرانک یورکو، «خط مصری در مصر علیای نقاده و نوبیای گروه A به وجود آمد، و نه در فرهنگ‌های دلتا، جایی که تماس مستقیم غرب آسیا انجام شد، که بیشتر استدلال تأثیر بین‌النهرین را باطل می‌کند».

## تأثیر مصر بر هنربین‌النهرین
پس از این دوره اولیه تبادل و ورود مستقیم عناصر بین‌النهرینی به فرهنگ مصر، مصر به زودی از دوره سلسله‌های اولیه (۳۱۵۰ تا ۲۶۸۶ پیش از میلاد) شروع به ابراز سبک خود کرد، و لوح نارمر به عنوان یک نقطه عطف در نظر گرفته می‌شود.
به نظر می‌رسد مصر در زمان دوره سلسله‌های اولیه بین‌النهرین (۲۹۰۰ تا ۲۳۳۴ پیش از میلاد) بازخورد هنری به بین‌النهرین ارائه کرده است. این امر به ویژه در مورد شمایل‌نگاری سلطنتی صدق می‌کند:

## دوره‌های بعدی

### مهره‌هایعقیقحکاکی شده
مهره‌های عقیق حکاکی شده کمیاب در مصر پیدا شده‌اند که تصور می‌شود از تمدن دره سند از طریق ایالت‌های بین‌النهرینی سومر، اکد و آشور وارد شده‌اند.

## دورههیکسوسو تبادلات بعدی

### دوره هیکسوس
مصر از حدود ۱۹۰۰ پیش از میلاد، مانند نقاشی‌های مقبره خنومحتپ دوم در بنی حسن، تبادلات مختلفی را با بیگانگان سامی غرب آسیا ثبت کرده است.
خیان، یکی از حاکمان هیکسوس، به خاطر تماس‌های گسترده خود شناخته شده است، زیرا اشیاء به نام او در کنوسوس و هاتوشا پیدا شده‌اند که نشان‌دهنده تماس‌های دیپلماتیک با مینوسی‌های کرت و هیتی‌ها و هوری‌ها در آناتولی است.

## تبادلات بعدی
تبادلات مجدداً بین دو فرهنگ از دوره پادشاهی جدید مصر (حدود ۱۵۵۰ تا ۱۰۶۹ پیش از میلاد) و امپراتوری آشور میانه (حدود ۱۳۹۲ تا ۱۰۲۵ پیش از میلاد) شکوفا شد، این بار تبادلی بین دو تمدن بالغ و مستقر. این تبادلات همچنین شامل خراج طلا پرداخت شده به پادشاهان آشوری در قرن‌های ۱۶ و ۱۵ پیش از میلاد، در تلاشی برای جلب حمایت آنها در درگیری مصر با امپراتوری هیتی و هوری-میتانی‌ها بود.
در قرن ۱۱ پیش از میلاد، پادشاه آشوری، آشور-بل-کالا، به خاطر دریافت خراج جانوران و گیاهان عجیب و غریب از مصر برای باغ‌های جانورشناسی و گیاه‌شناسی خود در آشور شناخته شده است.

## امپراتوریآشور نوو تسلط برمصر
در آخرین مرحله از تبادلات تاریخی در طول امپراتوری آشور نو (۹۳۵ تا ۶۰۵ پیش از میلاد)، فتح مصر توسط آشور رخ داد و حکومت و نفوذ آشور تا ۶۵۵ پیش از میلاد ادامه یافت. پس از آنکه آشور به مصر حمله کرد و امپراتوری کوشی نوبی (سلسله بیست و پنجم مصر) را شکست داد، مصر در دوران سلطنت شلمنصر چهارم، سارگون دوم و سنحاریب شورش‌هایی علیه آشور با تحریک اسرائیلی‌ها، یهودیان، موآبی‌ها، ادومی‌ها، فنیقی‌ها و اعراب تجربه کرد.
سلسله بیست و ششم مصر در سال ۶۶۳ پیش از میلاد به عنوان حاکمان دست‌نشانده بومی توسط آشوری‌ها و پادشاه آشوربانیپال منصوب شد. اما در دوره سقوط امپراتوری آشور نو بین ۶۱۲ و ۵۹۹ پیش از میلاد، مصر برای کمک به آشور علیه بابل و متحدانش وارد جنگ شد. فرعون نخو دوم در کنار آخرین امپراتور آشوری، آشور-اوبالیت دوم، علیه نبوپولاسر و متحدانش جنگید. پس از سقوط آشور، مصر در اواخر قرن ۷ و اوایل قرن ۶ پیش از میلاد با بابل در شام درگیر شد تا اینکه توسط نبوکدنصر دوم از منطقه خارج شد.

## شاهنشاهی هخامنشی
شاهنشاهی هخامنشی، اگرچه ایرانی و نه بین‌النهرینی بود، اما در هنر، معماری، خط نوشتاری و اداره امور مدنی به شدت تحت تأثیر بین‌النهرین قرار داشت، زیرا ایرانیان پیش از آن قرن‌ها تابع آشور بودند. هخامنشیان به مصر حمله کردند و ساتراپ‌ها را تأسیس کردند و سلسله بیست و هفتم مصر (۵۲۵ تا ۴۰۴ پیش از میلاد) و سلسله سی و یکم مصر (۳۴۳ تا ۳۳۲ پیش از میلاد) را بنیان نهادند.